# L'Intermédiaire des chercheurs et curieux
Pour les articles homonymes, voir ICC.
L'Intermédiaire des chercheurs et curieux (ICC) est une revue française mensuelle constituée des questions et réponses de ses lecteurs sur divers sujets encyclopédiques touchant principalement à l'art, l'histoire, la généalogie, la littérature et les religions.

## Historique
Elle paraît de janvier 1864 à 1870, puis de 1873 à mai 1940. Après une interruption, elle reparaît en avril 1951, d'abord sous un nom légèrement différent, jusqu'en octobre 2016. La périodicité dans la parution a varié selon les époques, entre trois fois par mois et une fois tous les deux mois.
Haut-fonctionnaire d'origine écossaise et de confession protestante, Charles Read, sous le pseudonyme anagrammatique de Carle de Rash, en fut le fondateur et le premier directeur. Il prit pour modèle le Notes and Queries, publié à Londres, et reposant sur le même principe.
Ses abonnés et collaborateurs se donnent mutuellement le nom d'ophélètes.
Les questions généalogiques et nobiliaires ont pris une importance nouvelle dans l’ICC à partir de 1951.
La collection complète de l'Intermédiaire des chercheurs et curieux compte quelque 150 volumes. Les années parues jusqu'en 1939 sont consultables en ligne.
Chaque année de l'Intermédiaire des chercheurs et curieux comporte une table alphabétique annuelle. Il existe aussi quatre volumes de tables alphabétiques pour la période 1864-1933 et cinq tables décennales pour la période 1951-2000.

### Rédacteurs en chefde l'ICC
- Charles Read, sous le pseudonyme Carl de Rash (janvier 1864 - décembre 1883) ;
- Lucien Faucou, secrétaire de rédaction au Moniteur du bibliophile, conservateur du Musée Carnavalet (janvier 1884 - novembre 1894) ;
- M. Laverdet, directeur par intérim pour le compte de la succession de Lucien Faucou (1894-1895) ;
- Henri Iung, général, député, historien, écrivain (mai 1895 - octobre 1896) ;
- Julien Girard de Rialle (janvier 1897 - juillet 1898) ;
- Prosper-Olivier Lissagaray, exerce anonymement la direction de l'Intermédiaire pour le compte de la générale Iung (mars 1899 - août 1900) ;
- Octave Lebesgue, sous le pseudonyme de Georges Montorgueil (septembre 1900- avril 1933),
- Jean Compeyrot , inspecteur des finances (avril 1933 - mai 1940) ;
- Philippe du Puy de Clinchamps, sous le pseudonyme d'Antoine Bouch (avril 1951 - mars 1971), fondateur de la nouvelle série en avril 1951[3],
- Gérard du Verger de Villeneuve[4] & Melchior d'Espinay, sous le pseudonyme Gaspard Lemoyne (janvier 1972 - janvier 1976) ;
- Odette Basbois & Gérard du Verger de Villeneuve (janvier 1976 - mai 1981) ;
- Lucien Boisnormand & Odette Basbois (mai 1981 - avril 1987) ;
- Patrice du Puy de Clinchamps, fils de Philippe (avril 1987 - juin 2004)[5] ;
- Philippe Houël de Chaulieu (juillet 2004 - septembre 2011) ;
- Charles-Henri de Sommyèvre (octobre 2011 - octobre 2016).

### Autres collaborateurs
- Paul Masson, entre 1879 et 1895 ;
- Gustave Bord (1852-1934) ;
- Pierre Dufay (1864-1942) ;
- Jean Dourouze (pseudonyme d'Henri Viallet)

### Tarif
L'ICC n'était vendu que sur abonnement annuel :
- 1985 : 400 francs français
- 1990 : 485 francs français
- 1995 : 608 francs français
- 2000 : 635 francs français